# ديفيد بارنز (لاعب كريكت)
ديفيد بارنز (27 سبتمبر 1982 - ) (بالإنجليزية: David Barnes)‏ هو لاعب كريكت بريطاني.